# 埃斯佩霍山
8°31′45″N 71°3′49″W / 8.52917°N 71.06361°W
埃斯佩霍山（西班牙語：Pico Espejo），是委內瑞拉的山峰，處於玻利瓦爾峰附近，屬於安第斯山脈中梅里達內華達山脈的一部分，海拔高度4,880米，人類在1911年首次登頂。